# Luis Stuhlberger
Luis Stuhlberger  (São Paulo, 1955) é um engenheiro e gestor de fundos de investimentos brasileiro. Ele é conhecido pela fundação e gestão do Fundo Verde, um dos maiores e mais bem sucedidos hedge funds brasileiros, considerado o mais rentável fundo multimercado desde sua criação em 1997.

## Biografia
Stuhlberger nasceu em São Paulo em 1955 em uma família judia; seu avô veio da Polônia para o Brasil em 1929. Ele formou-se na Universidade de São Paulo em Engenharia Civil e especializou-se em Administração de Empresas na Fundação Getúlio Vargas.
Na década de 1980, começou a trabalhar no banco Expansão e na corretora Griffo, que, após uma fusão, viria a chamar-se Hedging-Griffo. Na corretora, destacou-se com operações no mercado de ouro. Pela atuação nesse mercado, a empresa conseguiu resistir às crises econômicas dos anos 1980. Stuhlberger também atuava nos mercados de futuros e commodities.
Em 1997, Stuhlberger, ainda ligado à Hedging-Griffo, criou o Fundo Verde, um fundo de investimentos multimercados (FIM) que opera com diversos tipos de ativos (ações, contratos futuros, câmbio, etc). O Fundo alcançaria sucesso rapidamente, com grandes rendimentos após após posicionar-se com um hedge em dólar, além de comprar ações de empresas exportadoras, antes da maxidesvalorização do real em 1999.
Em 2006, o Fundo passaria a se chamar CSHG Verde, após o banco Credit Suisse comprar 51% das ações da corretora Hedging-Griffo. Em 2008, Stuhlberger administrava sozinho o Fundo Verde, que naquele momento tinha 10 mil clientes e um patrimônio de 11 bilhões de reais, sendo o maior fundo multimercados fora dos Estados Unidos. Desde sua fundação até 2008, os recursos do fundo haviam valorizado 3 684,2%.
Em 2015, Fundo Verde voltaria a ser independente após a criação da Verde Asset Management e sua desvinculação do Credit Suisse. De 1997 a 2023, os rendimento acumulados atingiam 21 842,30%.